# 大眼鱨
大眼鱨，為輻鰭魚綱鯰形目鱨科的其中一種，為熱帶淡水魚類，分布於非洲剛果河中游流域，體長可達24.3公分，棲息在底層水域，生活習性不明。